# Cățelul blogger
Cățelul blogger (engleză Dog with a Blog) este un serial Disney Channel care a avut premiera pe 12 octombrie 2012 în Statele Unite și pe 6 aprilie 2013 în România, a fost redifuzat pe 14 octombrie 2023, cu ocazia aniversării de 100 de ani a companiei Disney.

## Acțiunea
Serialul urmărește povestea a doi frați vitregi, Avery Jennings și Tyler James, (interpretați de G. Hannelius și Blake Michael), care nu se înțeleg unul cu altul. Cu toate acestea, tatăl lui Tyler, Bennett (interpretat de Regan Burns), și mama lui Avery, Ellen (interpretată Beth Littleford), se căsătoresc. Familia, cu excepția lui  Avery, Tyler, și a surorii mai mici a lui Tyler, Chloe, (interpretată de Francesca Capaldi), nu sunt conștienți că Stan, câinele lor vorbește ca un om, și deține un blog în care povestește despre întâmplările lor de zi cu zi. 

## Episoade
| Sezon | Sezon | Episoade | Difuzare originală | Difuzare originală | Difuzare România | Difuzare România  |
| Sezon | Sezon | Episoade | Primul episod      | Ultimul episod     | Primul episod    | Ultimul episod    |
| ----- | ----- | -------- | ------------------ | ------------------ | ---------------- | ----------------- |
|       | 1     | 22       | 12 octombrie 2012  | 25 august 2013     | 6 aprilie 2013   | 28 decembrie 2013 |
|       | 2     | 24       | 20 septembrie 2013 | 12 septembrie 2014 | 11 ianuarie 2014 | 8 martie 2015     |